# Volkswagen Passat B1
 (juillet 2025).

## Les différentes Passat B1

### B1 en Europe
La première Volkswagen Passat est lancée en 1973 ; elle possède une silhouette bicorps, mais n'est cependant proposée qu'en 2 ou 4 portes sans hayon, tout comme les Citroën GS, Peugeot 104 ou encore Alfa Romeo Alfasud contemporaines. Les deux carrosseries partagent le même design, dû au designer italien Giorgetto Giugiaro. Cette première Passat est en fait une version bicorps de l'Audi 80, présentée un an plus tôt et avec laquelle elle partage ses soubassements et sa partie mécanique. Le hayon ne sera proposé sur la Passat qu'en janvier 1975. Un break sera également introduit en 1974. En Europe, la Passat était proposée avec deux moteurs longitudinaux en porte-à-faux avant – contrairement aux Golf et Jetta, plus bas dans la gamme, qui avaient déjà adopté le moteur transversal.
Remplaçant la K70 ainsi que les vieillissantes Type 3 et 4, la Passat est l'une des berlines familiales les plus modernes de son époque en Europe. La Passat a été élue Car Wheels en 1974, un an après la nomination de sa sœur Voiture européenne de l'année en 1973.
La Passat est équipée à ses débuts d'un 1,3 L de 55 ch et d'un 1,5 L de 75 ou 85 ch, moteurs partagés avec l'Audi 80.
En 1977 (1978 hors d'Europe), elle reçoit un restylage intérieur et extérieur.

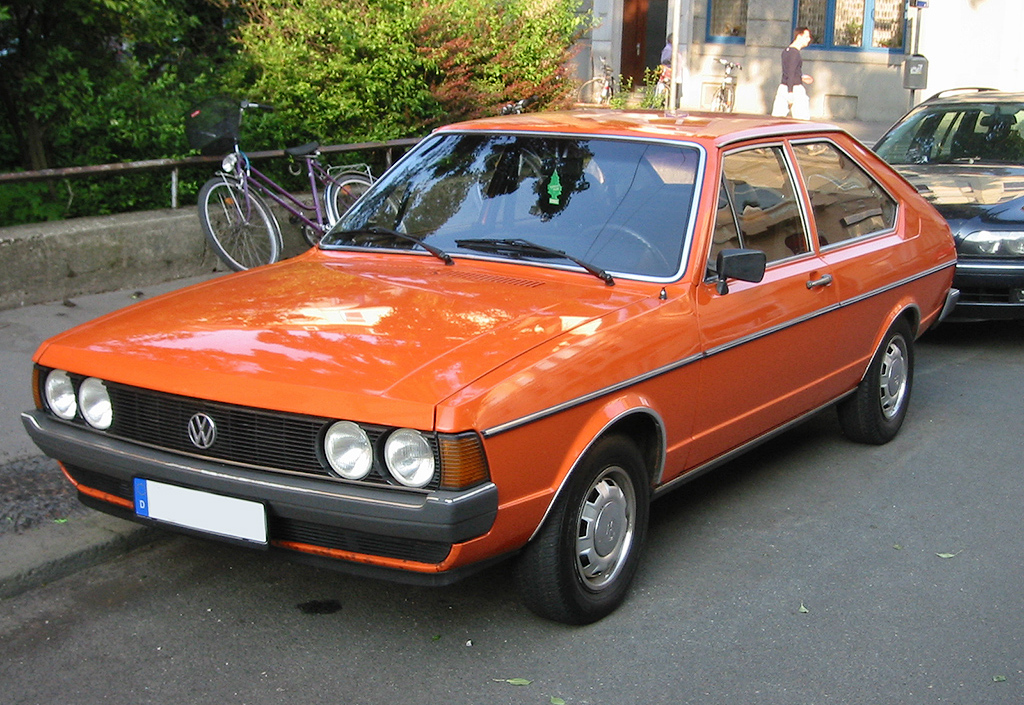
VW Passat B1 Coupé de 1973
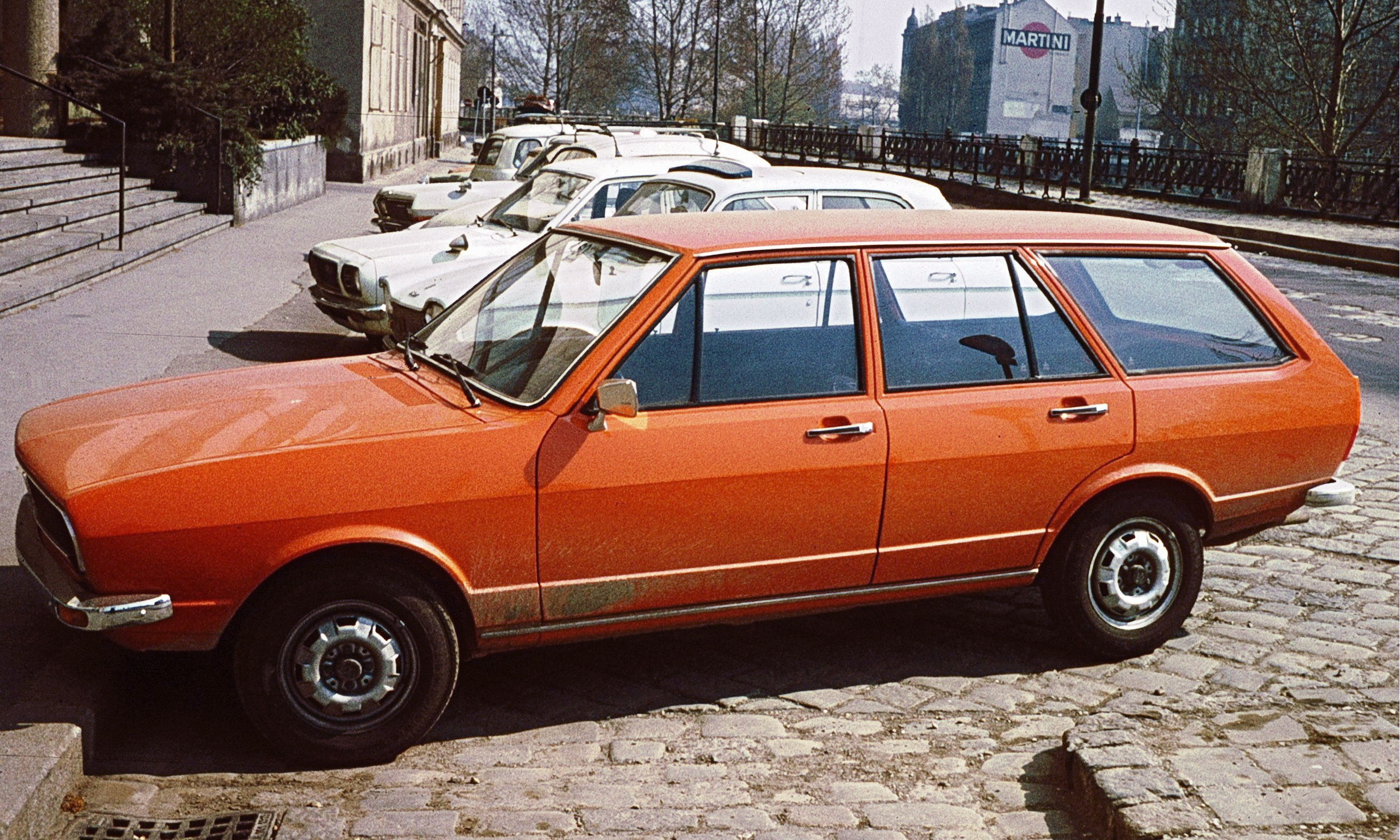
Volkswagen Passat B1 Variant 5 portes
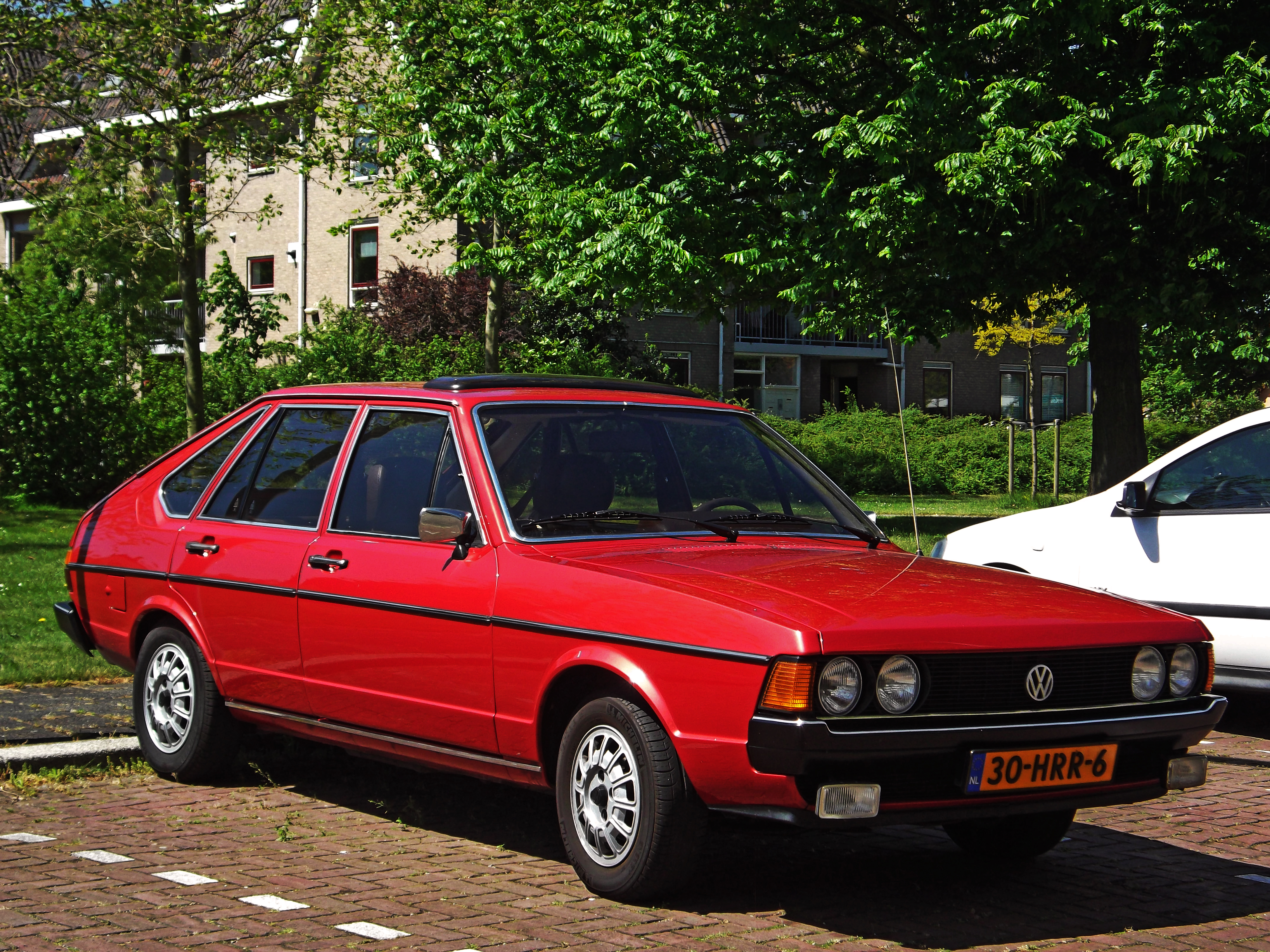
Volkswagen Passat B1 phase 2

### B1 au Brésil
Au Brésil, la Passat B1 a été produite de 1974 jusqu'en 1988. Du fait que l'Audi 80 n'ait pas été commercialisée au Brésil, il n'y avait pas besoin de donner à la Passat une face avant différente de sa cousine. Au cours de sa longue carrière, elle se vit apporter de nombreuses améliorations et modification : moteurs 1,6 et 1,8 L, restylage spécifique au marché brésilien en 1985, boîte de vitesses à cinq rapports. Une version sportive, appelée Passat TS 1.6 et plus tard Passat GTS 1,8 Pointer, fut également produite.

### B1 en Amérique du Nord
En Amérique du Nord, la voiture est commercialisée sous le nom de Volkswagen Dasher. Elle est disponible en berline 2 et 4 portes, ainsi qu'en break à partir de 1974. L'unique moteur disponible est alors le quatre-cylindres en ligne à carburateur de 1,5 litre, développant 75 ch (56 kW) (ou 70 ch (52 kW) en 1975), remplacé pour l'année-modèle 1976 par un quatre cylindres à injection Bosch de 1,6 litre et 78 ch (58 kW). Les modèles nord-américains sont équipés de phares respectant les normes étatsuniennes.
En 1978, la Dasher reçoit le restylage effectué un an plus tôt en Europe sur la Passat, avec quatre phares scellés et pare-chocs en polyuréthane. En 1979, c'est l'arrivée du 1,5 litre diesel, qui développe alors 48 ch (35 kW) pour un poids total de 1130 kg. Cette Passat diesel réalise le 0–100 km/h en 19,4 secondes, soit 6,2 secondes de plus que le moteur essence. Tous les blocs essence sont abandonnés pour l'Amérique du Nord en 1981, afin de laisser le champ libre à la génération suivante.

## Motorisations
| VW Passat B1 (1973–1980)                | 1,3 (jusqu'en 02/1978)                                                                                  | 1,3 (à partir de 02/1978)                                                                               | 1,5 (jusqu'en 07/1974)                                                                                  | 1,5 (08/1974–07/1975)                                                                                   | 1,5 (jusqu'en 07/1975)                                                                                  | 1,6 (à partir de 08/1975)                                                                               | 1,6 (à partir de 08/1975)                                                                               | GLI (à partir de 02//1979)                                                                              | 1,5 Diesel (à partir de 08/1978)                                                                        |                                                                               |
| --------------------------------------- | --- | --- | --- | --- | --- | --- | --- | --- | --- | ----------------------------------------------------------------------------- |
| Moteur :                                | 4 cylindres en ligne (quatre temps)                                                                     | 4 cylindres en ligne (quatre temps)                                                                     | 4 cylindres en ligne (quatre temps)                                                                     | 4 cylindres en ligne (quatre temps)                                                                     | 4 cylindres en ligne (quatre temps)                                                                     | 4 cylindres en ligne (quatre temps)                                                                     | 4 cylindres en ligne (quatre temps)                                                                     | 4 cylindres en ligne (quatre temps)                                                                     | 4 cylindres en ligne (quatre temps)                                                                     |                                                                               |
| Code Moteur :                           | ZA | FY | ZB | YJ | ZC | YN | YP | YS | CK |                                                                               |
| Cylindrée :                             | 1 297 cm3                                                                                               | 1 272 cm3                                                                                               | 1 471 cm3                                                                                               | 1 471 cm3                                                                                               | 1 471 cm3                                                                                               | 1 588 cm3                                                                                               | 1 588 cm3                                                                                               | 1 588 cm3                                                                                               | 1 471 cm3                                                                                               |                                                                               |
| Alésage × Course :                      | 75 × 73,4 mm                                                                                            | 75 × 72 mm                                                                                              | 76,5 × 80 mm                                                                                            | 76,5 × 80 mm                                                                                            | 76,5 × 80 mm                                                                                            | 79,5 × 80 mm                                                                                            | 79,5 × 80 mm                                                                                            | 79,5 × 80 mm                                                                                            | 76,5 × 80 mm                                                                                            |                                                                               |
| Compression :                           | 8,5 | 8,2 | 9,7 | 8,2 | 9,7 | 8,2 | 8,2 | 9,5 | 23,5 |                                                                               |
| Puissance Max. à tr/min :               | 40 kW (55 ch) 5 500                                                                                     | 40 kW (55 ch) 5 800                                                                                     | 55 kW (75 ch) 5 800                                                                                     | 55 kW (75 ch) 5 800                                                                                     | 63 kW (85 ch) 5800                                                                                      | 55 kW (75 ch) 5 600                                                                                     | 63 kW (85 ch) 5 600                                                                                     | 81 kW (110 ch) 6 100                                                                                    | 37 kW (50 ch) 5 000                                                                                     |                                                                               |
| Couple Max. à tr/min :                  | 94 N m 2 500                                                                                            | 92 N m 3 500                                                                                            | 116 N m 3 500                                                                                           | 114 N m 3 500                                                                                           | 123 N m 4 000                                                                                           | 119 N m 3 200                                                                                           | 124 N m 3 200                                                                                           | 137 N m 5 000                                                                                           | 80 N m 3 000                                                                                            |                                                                               |
| Carburation :                           | Carburateur Solex                                                                                       | Carburateur Solex                                                                                       | Carburateur Solex                                                                                       | Carburateur Solex                                                                                       | Carburateur Solex                                                                                       | Carburateur Solex                                                                                       | Carburateur Solex                                                                                       | Injection mécanique (Bosch K-Jetronic)                                                                  | Pompe de distribution diesel                                                                            |                                                                               |
| Distribution :                          | Arbre à cames en tête avec courroie crantée                                                             | Arbre à cames en tête avec courroie crantée                                                             | Arbre à cames en tête avec courroie crantée                                                             | Arbre à cames en tête avec courroie crantée                                                             | Arbre à cames en tête avec courroie crantée                                                             | Arbre à cames en tête avec courroie crantée                                                             | Arbre à cames en tête avec courroie crantée                                                             | Arbre à cames en tête avec courroie crantée                                                             | Arbre à cames en tête avec courroie crantée                                                             |                                                                               |
| Refroidissement :                       | par eau                                                                                                 | par eau                                                                                                 | par eau                                                                                                 | par eau                                                                                                 | par eau                                                                                                 | par eau                                                                                                 | par eau                                                                                                 | par eau                                                                                                 | par eau                                                                                                 |                                                                               |
| Boite de vitesses :                     | Manuelle 4 vitesses option automatique pour les puissances 75/85 ch.                                    | Manuelle 4 vitesses option automatique pour les puissances 75/85 ch.                                    | Manuelle 4 vitesses option automatique pour les puissances 75/85 ch.                                    | Manuelle 4 vitesses option automatique pour les puissances 75/85 ch.                                    | Manuelle 4 vitesses option automatique pour les puissances 75/85 ch.                                    | Manuelle 4 vitesses option automatique pour les puissances 75/85 ch.                                    | Manuelle 4 vitesses option automatique pour les puissances 75/85 ch.                                    | Manuelle 4 vitesses option automatique pour les puissances 75/85 ch.                                    | Manuelle 4 vitesses option automatique pour les puissances 75/85 ch.                                    |                                                                               |
| Suspension avant :                      | MacPherson                                                                                              | MacPherson                                                                                              | MacPherson                                                                                              | MacPherson                                                                                              | MacPherson                                                                                              | MacPherson                                                                                              | MacPherson                                                                                              | MacPherson                                                                                              | MacPherson                                                                                              |                                                                               |
| Suspension arrière :                    | Barre de torsion, Barre Panhard pour le guidage latéral, ressorts hélicoïdaux                           | Barre de torsion, Barre Panhard pour le guidage latéral, ressorts hélicoïdaux                           | Barre de torsion, Barre Panhard pour le guidage latéral, ressorts hélicoïdaux                           | Barre de torsion, Barre Panhard pour le guidage latéral, ressorts hélicoïdaux                           | Barre de torsion, Barre Panhard pour le guidage latéral, ressorts hélicoïdaux                           | Barre de torsion, Barre Panhard pour le guidage latéral, ressorts hélicoïdaux                           | Barre de torsion, Barre Panhard pour le guidage latéral, ressorts hélicoïdaux                           | Barre de torsion, Barre Panhard pour le guidage latéral, ressorts hélicoïdaux                           | Barre de torsion, Barre Panhard pour le guidage latéral, ressorts hélicoïdaux                           | Barre de torsion, Barre Panhard pour le guidage latéral, ressorts hélicoïdaux |
| Freinage :                              | Freins à disque avant (Ø 239 mm), tambours arrière (autoréglables depuis l'année modèle 79), servofrein | Freins à disque avant (Ø 239 mm), tambours arrière (autoréglables depuis l'année modèle 79), servofrein | Freins à disque avant (Ø 239 mm), tambours arrière (autoréglables depuis l'année modèle 79), servofrein | Freins à disque avant (Ø 239 mm), tambours arrière (autoréglables depuis l'année modèle 79), servofrein | Freins à disque avant (Ø 239 mm), tambours arrière (autoréglables depuis l'année modèle 79), servofrein | Freins à disque avant (Ø 239 mm), tambours arrière (autoréglables depuis l'année modèle 79), servofrein | Freins à disque avant (Ø 239 mm), tambours arrière (autoréglables depuis l'année modèle 79), servofrein | Freins à disque avant (Ø 239 mm), tambours arrière (autoréglables depuis l'année modèle 79), servofrein | Freins à disque avant (Ø 239 mm), tambours arrière (autoréglables depuis l'année modèle 79), servofrein |                                                                               |
| Direction :                             | Crémaillère                                                                                             | Crémaillère                                                                                             | Crémaillère                                                                                             | Crémaillère                                                                                             | Crémaillère                                                                                             | Crémaillère                                                                                             | Crémaillère                                                                                             | Crémaillère                                                                                             | Crémaillère                                                                                             |                                                                               |
| Carrosserie :                           | Coque en tôle d'acier autoportante                                                                      | Coque en tôle d'acier autoportante                                                                      | Coque en tôle d'acier autoportante                                                                      | Coque en tôle d'acier autoportante                                                                      | Coque en tôle d'acier autoportante                                                                      | Coque en tôle d'acier autoportante                                                                      | Coque en tôle d'acier autoportante                                                                      | Coque en tôle d'acier autoportante                                                                      | Coque en tôle d'acier autoportante                                                                      |                                                                               |
| Voie avant / arrière :                  | 1 340 / 1 350 mm                                                                                        | 1 340 / 1 350 mm                                                                                        | 1 340 / 1 350 mm                                                                                        | 1 340 / 1 350 mm                                                                                        | 1 340 / 1 350 mm                                                                                        | 1 340 / 1 350 mm                                                                                        | 1 340 / 1 350 mm                                                                                        | 1 340 / 1 350 mm                                                                                        | 1 340 / 1 350 mm                                                                                        |                                                                               |
| Empattement :                           | 2 470 mm                                                                                                | 2 470 mm                                                                                                | 2 470 mm                                                                                                | 2 470 mm                                                                                                | 2 470 mm                                                                                                | 2 470 mm                                                                                                | 2 470 mm                                                                                                | 2 470 mm                                                                                                | 2 470 mm                                                                                                |                                                                               |
| Longueur :                              | 4 190 mm (à partir de 08/77: 4 265–4 290 mm)                                                            | 4 190 mm (à partir de 08/77: 4 265–4 290 mm)                                                            | 4 190 mm (à partir de 08/77: 4 265–4 290 mm)                                                            | 4 190 mm (à partir de 08/77: 4 265–4 290 mm)                                                            | 4 190 mm (à partir de 08/77: 4 265–4 290 mm)                                                            | 4 190 mm (à partir de 08/77: 4 265–4 290 mm)                                                            | 4 190 mm (à partir de 08/77: 4 265–4 290 mm)                                                            | 4 190 mm (à partir de 08/77: 4 265–4 290 mm)                                                            | 4 190 mm (à partir de 08/77: 4 265–4 290 mm)                                                            | 4 190 mm (à partir de 08/77: 4 265–4 290 mm)                                  |
| Poids :                                 | 880–995 kg                                                                                              | 880–995 kg                                                                                              | 880–995 kg                                                                                              | 880–995 kg                                                                                              | 880–995 kg                                                                                              | 880–995 kg                                                                                              | 880–995 kg                                                                                              | 880–995 kg                                                                                              | 880–995 kg                                                                                              |                                                                               |
| Vitesse maximale :                      | 150 km/h                                                                                                | 150 km/h                                                                                                | 155–160 km/h                                                                                            | 155–160 km/h                                                                                            | 163–168 km/h                                                                                            | 156–160 km/h                                                                                            | 165–173 km/h                                                                                            | 185 km/h                                                                                                | 141 km/h                                                                                                |                                                                               |
| Accélération 0–100 km/h :               | 16–17 s                                                                                                 | 16–17 s                                                                                                 | 13,5–16 s                                                                                               | 13,5–16 s                                                                                               | 12–15 s                                                                                                 | 13,5–16 s                                                                                               | 12–14,5 s                                                                                               | 10,5–11,5 s                                                                                             | 20,5–21,5 s                                                                                             |                                                                               |
| Consommation en litres/100 kilomètres : | 9–10 N                                                                                                  | 9–10 N                                                                                                  | 10,5–11,5 S                                                                                             | 10,5–11,5 N                                                                                             | 10,0–11,0 S                                                                                             | 10,5–11,0 N                                                                                             | 10,5–11,0 N                                                                                             | 10,5 S                                                                                                  | 7,5 D                                                                                                   |                                                                               |